# 蓮池和元
蓮池 和元（はすいけ かずもと、1949年5月13日 - ）は、日本の元レーシングエンジニア、レーシングメカニックであり、欧州のレーシングチームで経験を積み、帰国後は日本の純国産F1マシン「KE009」のチーフ・エンジニアを務めるなど、日本のモータースポーツ創成期、成長期において活躍。現在は、株式会社HRS(蓮池レーシングサービス)のチーフエンジニア、代表取締役。

## メカニックとしての経歴

### 学生時代
1949年5月13日、山口県において誕生。高校卒業後、県下の大学へ進学。しかし、1960年代半ばに盛んとなった学生運動の紛争による長期の学校閉鎖のため、この間に親族が営む自動車部品工場で手伝いを始める。
当時、ミニ・クーパーでレースをしていた菅原義正（日本レーシングマネージメント株式会社の創設者）がこの工場とつながりを持っており、そこで菅原と知り合う。これを機にモータースポーツへの感心が広がり、本格的にレース関係の仕事に取り組むことに。
日本レーシングマネージメントでは、スポンサー獲得の営業担当となる一方、同社が請け負っていた映画やテレビ番組でのカースタントにも自ら参加。車両整備、搬送、スタントなどの一式をすべて担当していた。
同社在籍中には、株式会社電通の第2クリエイティブが展開した腕時計「SEIKO 5 スポーツ」のプロモーション活動のため、レーシングスーツ姿でSEIKOのイメージカラーを施した車で日本全国へと向う。
1971年、富士スピードウェイで開催された日本グランプリに、レーシングドライバーの生沢徹が参戦。プロモーション活動の一環でSEIKOが生沢にスポンサードすることになる。加えて、サーキットでの車両メンテナンススタッフが必要となり、急きょスタッフのひとりとして参加した。併せて、生沢に車両を提供したGRD（Group Racing Developments）のオーナー、マイク・ウォーナーも来日しており、生沢、ウォーナーとの出会いが生まれた。
メカニックとして参加した日本グランプリでは、レースの本場・イギリスのレーシングカーに大きなカルチャーショックを受け、イギリスでの勉強を決意。生沢を介してGRDにコンタクトを取り、渡英の承諾を得た。

### イギリス時代
1971年の冬、渡英。短期間で軍資金を用立てるため、日本レーシングマネージメントを退社。長距離トラックの仕事で渡航費用を稼ぎ、アエロフロートの片道航空券と現金20万円ほどでロンドン・ヒースロー空港に降り立つ。空港には生沢が出迎えに来ており、その足でGRDのあるノーフォークへと車を走らせた。
念願叶い、レーシングコンストラクター・GRDに入社。ガレージ内の雑用をこなしながら、パーツ制作を担当。その後、メカニックとして仕事に携わる。
GRDは、F1の名門チームとして知られるチーム・ロータスがF1GPに専念するために市販用レーシングカー製造部門を別会社として発足したものであったため、スタッフにはロータス時代の経験豊富なメンバーが多かった。また、当時はレーシングカーシャシーの転換期で、スペースフレーム、いわゆるパイプフレームからアルミモノコックへ移行する時代であった。結果的にレーシングカーの構造や仕組みそのものを高度な技術をもって学ぶ機会に恵まれる。
GRDは、のちにレーシングサービス部門としてGRSを創設。蓮池は、1年後の1972年にはF3マシンをひとりで製作。近隣のスネッタートンサーキットでシェイクダウンを行うまでの一連の作業を完遂できたことで、GRSへの移籍が認められた。このシェイクダウンを行っているとき、日本の自動車雑誌「カーグラフィック」がGRDを取材しており、ベルギー人自動車ジャーナリストのポール・フレールが寄稿。このとき、掲載記事に自身の写真が掲載されたことを日本にいる知人から後に知らされた。
GRSではチームが参戦するヨーロッパF2選手権にメカニックとして仕事を担当、GRSにとっても初レースとなるフランス・ポーの一戦では、ホイール破損によりリタイヤに終わる。同時期、生沢のF2車両がGRSで準備されており、蓮池はイギリス人チーフとともにヨーロッパF2を転戦、生沢の車両のメンテナンスを担当する。さらには翌1973年、風戸裕もGRSのメンテナンスを受けてヨーロッパF2に参戦が決まり、「チーム・ニッポン」と呼ばれた。

### 国内復帰
1976年に帰国、1977年、コジマエンジニアリングに入社。国産F1マシン作成のため、まずF2車両として開発された「KE008」によるデータ取りに取り組む。
77年、日本GPでは純国産F1マシン「KE009」のチーフエンジニアを務める一方、国内レースでは、KE009のデータ取りのために開発されたKE008のメンテナンスも工場で担当する。
1979年、自動車部品メーカーである株式会社スピードスターに入社。同社が発足させた「スピードスターホイールレーシングチーム（SSR）」でチーフ・エンジニア兼チーム責任者となり、全日本F2選手権や全日本F3000選手権、富士グランチャンピオンレースへの参戦活動を支える。
1990年5月、スピードスターを円満退社。10月、ハスイケ・レーシング・サービスを個人創業。レーシングカーメンテナンスおよびスーパーカーメンテナンスをはじめ、旧車（クラシックカー）のレストア業を主に行う。 
1995年1月の阪神・淡路大震災を機に工場条件の安定化を考慮し、3月末にハスイケ・レーシング・サービスを閉業、4月にはポルシェコレクターの立川の下で、ELGエンジニアリングを開業し、チーフ・エンジニアとして就任する。
2013年4月、同社のチーフ・エンジニアを退任。5月に株式会社HRS（蓮池レーシングサービス）を設立する。

## エピソード
「掃除から始まった工場の仕事」
渡英し、GRDに入社したものの、すぐにはレーシングカーに関わる仕事をさせてもらうことはできなかった。まず与えられた仕事は掃除だったという。「きれいな場所では仕事がしやすい」という上司の考えの下、忠実に掃除をした結果、部品作りのチャンスを得たという。
掃除の次に言い渡された仕事は、アルミ旋盤。1枚のアルミ板に40〜50個の穴が開いたサンプルをもとに、何枚も作業し、ぴったり穴が合うまで作業を続けたという。
「ベストを尽くす」
GRDの前身、ロータスでキャリアを重ねた上司が多く、工場長もそのひとりだった。工場長はつねに「ベストを尽くせ」と口にし、「人が手がける以上、100％を求めることは難しい。ならば100％に近づけるために、どんな些細なことでもベストを尽くすという努力を続けなさい」と指導したという。それが今もなお、教訓となっている。
「生沢徹」
渡英のきっかけとなった生沢徹との出会い。その後、GRD在籍中の1972年に、生沢からの発注を受けてGRD S72（ 2座席レーシングカー 第1号車）を組み上げた。
「コジマエンジニアリング」
1976年に日本で初めてとなるF1GPが富士スピードウェイで開催されることが決定したのを機に、その前年、コジマエンジニアリングの代表である小嶋松久がオリジナルマシンでの参戦を決意した。このとき、デザイナーの小野昌朗、シャシー担当の解良喜久雄、ボディ担当の由良拓也といった、当時の日本のモータースポーツ界で活躍中のメンバーが招集され、オリジナルF1マシン「KE-007」を制作。1977年には、007の改良型として「KE-009」が制作された。